# 尊室遠棣
尊室遠棣（越南语：／，1902年—？），阮朝宗室，定遠郡王阮福昞的後代，越南企業家。

## 生平
尊室遠棣於1902年（一說1901年:929）出生於承天府神符社。他早年在顺化开设印刷厂，并创办了《越南妇女》报（Việt Nam Phụ Nữ）。
2009年出版的《七百年順化－富春－化》一書中介紹到當時尊室遠棣仍然健在，居住在越南胡志明市。:933

## 外部鏈接
- Tôn Thất Viễn Đệ - caoxuan.com - （页面存档备份，存于）